# Nupserha bivittata
Nupserha bivittata är en skalbaggsart som beskrevs av Aurivillius 1907. Nupserha bivittata ingår i släktet Nupserha och familjen långhorningar. Inga underarter finns listade i Catalogue of Life.